# Térraba
Le Térraba, ou Grand Rio Térraba (Espagnol: Río Grande de Térraba), est le plus grand fleuve du Costa Rica, aussi connu comme le Rio Diquís, ou Dí Crí qui dans la langue des Borucas signifie « grande eau ». En même temps, le nom Térraba fait référence à la communauté indigène du même nom qui vit sur ses rives, et qui se revendique de tradition précolombienne Grande Chiriqui.

## Géographie
Le fleuve se trouve dans la Province du Puntarenas, plus spécifiquement dans la Région Brunca au sud-est du pays. Elle trouve son berceau dans la cordillère de Talamanca, son lit commence dès l'union de la rivière General à celle de Coto Brus. 
Son embouchure couvre des marais, des méandres et un ample delta (dénommé Delta du Diquís, Delta Sierpe ou Delta Térraba), lequel se trouve dans la Baie de Coronado, un secteur du littoral costaricien dans l'océan Pacifique. 
Les zones humides du bassin des Sierpe et Térraba, officiellement connu comme Zone Humide Nationale Terraba Sierpe (Humedal Nacional Térraba Sierpe), correspondent à la vallée du Diquís, formée par les secteurs bas des rivières du même nom et ses affluents ; le secteur est délimité par les files des collines Brunqueña et de la Péninsule d'Osa.
Le Térraba est le plus grand bassin hydrographique du Costa Rica, avec une extension de 5 085 km2. La population située dans la vallée de ce fleuve se divise en 27 arrondissements regroupant 337 325 habitants selon le recensement de 2002. Également, le climat de cette zone est tropical pluvieux sec.
Sur ce fleuve est bâti le Pont du Térraba que franchit la route panaméricaine qui parcourt toute l'Amérique Centrale. Le pont fut construit avec les apports des émigrants italiens établis dans la zone à San Vito et autres lieux voisins.  Autrefois, la traversée du fleuve se faisait en radeau de bois.

## Activités socio-économiques
Sure les rives du Térraba se sont développées diverses activités qui influencent l'économie, principalement l'agriculture, comme les plantations d'ananas, qui ont une majeure extension dans le canton de Buenos Aires. 
Les compagnies d'ananas emploient une grande quantité de travailleurs de la zone sud du pays. Pourtant, c'est un travail peu salutaire en raison des engrais et des plaguicides employés qui peuvent être nuisibles pour la santé humaine. Les immenses plantations modifient le paysage géographique dans cette partie de la région, outre l'ananas, sont cultivés aussi d'autres produits comme le café, la banane, etc..
Le projet avorté du barrage « El Diquís » (voir Projet de centrale hydroélectrique du Diquís (en)) a eu une grande influence dans la région. Avec une hauteur prévue à 170 m et un potentiel de production projeté de 631 MW, ce barrage aurait été deux fois plus grand que celui du réservoir de Reventazón. Mais les années 2000 ont vu un renforcement de l'opposition aux projets de grands réservoirs sur des bases multiples : 
déplacements de populations (entre 40 et 80 millions de personnes à l'échelle mondiale) ; 
manquements dans les bénéfices prévus, notamment en termes d'irrigation, de lutte contre les inondations et de production d'électricité ;
fréquents dépassements des budgets ;
multiples impacts écologiques négatifs, parmi lesquels reviennent fréquemment la réduction de la biodiversité, suppression de la migration des poissons, diminution de la qualité de l'eau (dans le réservoir et en aval), érosion accrue en aval, risque accru d'inondation, baisse de la restauration des sols dans les plaines inondables, et accroissement des maladies (dont malaria et schistosomiase).
Ce projet a été définitivement suspendu par l'Instituto Costarricense de Electricidad (ou ICE) le 2 novembre 2018.[réf. nécessaire]